# Andrea Casu
Andrea Casu (Roma, 6 novembre 1981) è un politico italiano.

## Biografia
Nel 2001 viene eletto consigliere nel Municipio Roma I dopo aver scoperto la passione politica tra i banchi del Liceo Ginnasio Ennio Quirino Visconti dove è stato rappresentante d'Istituto. Nel 2006, rieletto, diventa Capogruppo  di "Uniti nell'Ulivo".
Con la nascita del Partito Democratico nel 2008 è fra i fondatori dei Giovani Democratici. Nella segreteria nazionale GD ricopre l'incarico di responsabile enti locali e responsabile politiche per la sostenibilità e contro il cambiamento climatico. Tra il 2010 e il 2013 viene eletto Coordinatore dell'Unione Circoli PD Municipio I. Nel 2013 partecipa alle primarie del centrosinistra per la Presidenza del Municipio I vinte da Sabrina Alfonsi e risulta il secondo candidato più votato superando Jacopo Maria Emiliani Pescetelli, Stefano Marin e Giuseppe Lobefaro.   
Laureato in Scienze dell'Amministrazione, nell’ottobre 2015 pubblica il libro Fare meglio con meno. Nudge per l'amministrazione digitale, nella collana Politica Studi della casa editrice FrancoAngeli. Nel 2016 ricopre l'incarico di assessore alle Attività produttive, commercio, sicurezza, innovazione e amministrazione digitale nel Municipio Roma IV.
Nel giugno 2017 viene eletto Segretario PD Roma. Nel congresso raccoglie il 57% dei consensi superando nettamente la somma delle altre 3 candidature: Valeria Baglio, Andrea Santoro e Livio Ricciardelli . Nel marzo 2019 viene eletto nella Direzione Nazionale del Partito Democratico.
Si candida alle elezioni suppletive del 3-4 ottobre 2021 della Camera dei deputati per il centro-sinistra nel collegio uninominale di Roma Primavalle, venendo eletto con il 43,5% dei voti.
Alle elezioni politiche anticipate del 2022 viene candidato alla Camera dei deputati nel collegio plurinominale Lazio 1 - 01 in terza posizione nella lista Partito Democratico - Italia Democratica e Progressista, risultando eletto. Il 15 novembre 2022 ha assunto l'incarico di segretario delegato d'aula del proprio gruppo parlamentare. Il 29 maggio 2024 viene eletto Vice Presidente della IX Commissione (Trasporti, Poste e Telecomunicazioni).

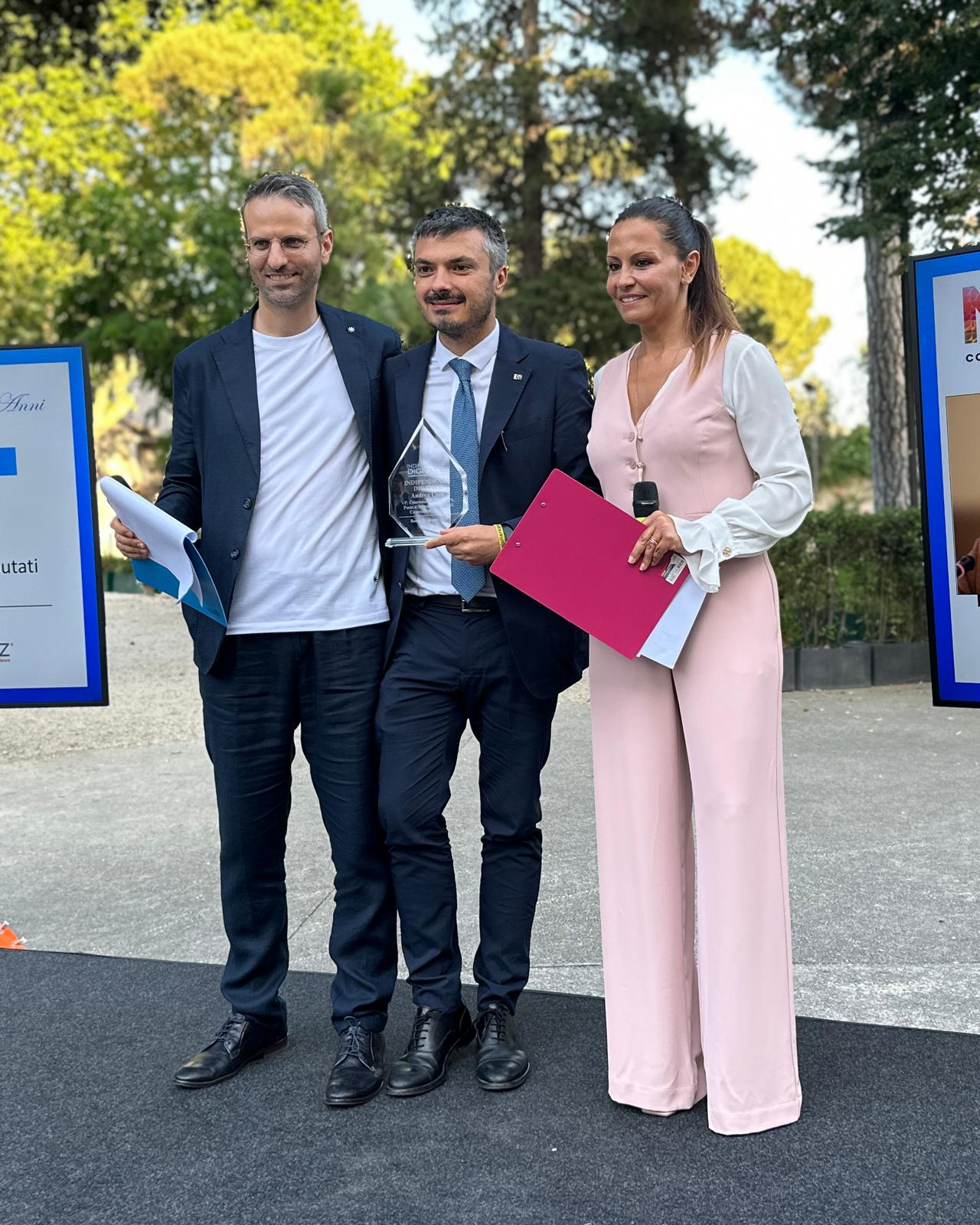
Premio "Key4Biz - Indipendenza Digitale" presso la Casina Valadier (Roma, 24 giugno 2025)

Il 24 giugno 2025 ha ricevuto il premio Key4Biz - Indipendenza Digitale con le seguenti motivazioni: “Per l’impegno costante e lungimirante dimostrato nella sua attività parlamentare a sostegno dell’autonomia strategica digitale dell’Italia e dell’Europa. L’Onorevole Casu si è distinto per una visione politica orientata al rafforzamento dell’indipendenza tecnologica, promuovendo iniziative legislative volte a incentivare la domanda pubblica verso le eccellenze dell'industria tecnologica italiana ed europea, nei settori cruciali come la cybersecurity, le tecnologie satellitari e l’intelligenza artificiale. Attività parlamentari come la sua contribuiscono a creare condizioni favorevoli alla crescita economica delle imprese nazionali ed europee, sostenendo la formazione di nuove competenze digitali e aumentando la resilienza dell’ecosistema tecnologico del Paese, nel quadro più ampio della sicurezza e dell’interesse nazionale. Il suo impegno rappresenta un esempio virtuoso di come la Politica possa essere motore di progresso tecnologico, competitività e libertà digitale, se ben bilanciata con gli interessi nazionali, a beneficio delle generazioni presenti e future. Per tutti questi motivi, come testata giornalistica Key4Biz gli conferiamo il Premio Indipendenza Digitale.”